# Alina Panova
Alina Panova (de son nom complet Alina Panova-Marasovich, née Alina Vaksman à Kiev, Ukraine) est une productrice de cinéma et costumière américano-ukrainienne.

## Biographie
Panova est née à Kiev, en Ukraine, en 1961. Elle étudie l'art à Shevchenko State Art School à Kiev. Après l'immigration de sa famille aux États-Unis en 1979, elle étudie à la Cooper Union à New York.

## Carrière
Panova produit son premier long métrage, Orangelove, réalisé par Alan Badoyev en 2016. Le titre de ce film fait écho à la révolution orange mais développe davantage des thématiques intimistes et dont le travail sur la photographie a été remarqué. Le film a été présenté en avant-première au Festival de Cannes.

## Famille
Panova est mariée au compositeur croate Zeljko Marasovich. Elle vit à Los Angeles, en Californie.

## Filmographie

### Comme productrice
- 2007 : Orangelove[5]

### Comme costumière
- 1993 : Les Valeurs de la famille Addams[6]
- 1995 : Dunston : Panique au palace
- 1998 : The Naked Man
- 2000 : Bruiser
- 2005 : Sexual Life
- 2006 : Standing Still